# Петрунино (Волгоградская область)
Петрунино —село в Камышинском районе Волгоградской области, административный центр Петрунинского сельского поселения.
Население — 942 чел. (2010)

## История
Основано во второй половине XVIII века. Петрунино состояло из двух обществ - хуторов Большого и Малого Петруниных. Большой Петрунин заселили малороссы, Малый - великороссы. Большой Петрунин располагался на правом берегу Иловли, Малый - на левом. Оба хутора относились к Камышинскому уезду Саратовской губернии
С 1928 года в составе Сестренского сельсовета Камышинского района Камышинского округа (округ ликвидирован в 1934 году) Нижневолжского края (с 1935 года — Сталинградского края, с 1936 года — Сталинградской области, с 1961 года — Волгоградской области).

## Общая физико-географическая характеристика
Село расположено в степной местности, в пределах Приволжской возвышенности, являющейся частью Восточно-Европейской равнины, на реке Иловля, на высоте около 95 метров над уровнем моря. Рельеф местности равнинный. Почвы пойменные.
Автомобильными дорогами Петрунино связано с селом Барановка (7,5 км) и автодорогой Петров Вал - Котово. По автомобильным дорогам расстояние до районного центра города Камышин — 28 км, до областного центра города Волгоград — 200 км, до ближайшего города Петров Вал - 13 км. 
Климат
Климат умеренный континентальный (согласно классификации климатов Кёппена — Dfa). Многолетняя норма осадков — 400 мм. Наибольшее количество осадков выпадает в июле — 48 мм, наименьшее в марте — 22 мм. Среднегодовая температура положительная и составляет + 7,0 °С, средняя температура самого холодного месяца января −9,4 °С, самого жаркого месяца июля +22,9 °С.
Часовой пояс
Петрунино, как и вся Волгоградская область, находится в часовой зоне МСК (московское время). Смещение применяемого времени относительно UTC составляет +3:00.

## Население
Динамика численности населения Большого Петрунина
| 1857 | 1891 | 1894 | 1897 | 1911 |
| ---- | ---- | ---- | ---- | ---- |
| 566  | 544  | 630  | 643  | 882  |

Динамика численности населения Малого Петрунина
| 1886 | 1891 | 1894 | 1911 |
| ---- | ---- | ---- | ---- |
| 486  | 473  | 592  | 761  |

| 2002 |
| ---- |
| 1050 |

| 2010 |
| ---- |
| 942  |